# Gynodiastylis
Gynodiastylis är ett släkte av kräftdjur. Gynodiastylis ingår i familjen Gynodiastylidae.

## Dottertaxa tillGynodiastylis, i alfabetisk ordning[1]
- Gynodiastylis ambigua
- Gynodiastylis ampla
- Gynodiastylis anguicephala
- Gynodiastylis attenuata
- Gynodiastylis bicristata
- Gynodiastylis brevipes
- Gynodiastylis carinata
- Gynodiastylis carinirostris
- Gynodiastylis concava
- Gynodiastylis costata
- Gynodiastylis curvirostris
- Gynodiastylis dilatata
- Gynodiastylis echinata
- Gynodiastylis fulgidus
- Gynodiastylis hartmeyeri
- Gynodiastylis inepta
- Gynodiastylis jadzewskii
- Gynodiastylis laevis
- Gynodiastylis lata
- Gynodiastylis lineata
- Gynodiastylis margarita
- Gynodiastylis milleri
- Gynodiastylis munda
- Gynodiastylis mutabilis
- Gynodiastylis nitida
- Gynodiastylis nordaustraliana
- Gynodiastylis ornata
- Gynodiastylis platycarpus
- Gynodiastylis polita
- Gynodiastylis profunda
- Gynodiastylis quadricristata
- Gynodiastylis robusta
- Gynodiastylis rochfordi
- Gynodiastylis roscida
- Gynodiastylis rotundicaudata
- Gynodiastylis similis
- Gynodiastylis strumosa
- Gynodiastylis subtilis
- Gynodiastylis sulcata
- Gynodiastylis truncatifrons
- Gynodiastylis tubicola
- Gynodiastylis tumida
- Gynodiastylis turgida
- Gynodiastylis vicaria